# Westelijke naaktoogkaketoe
De Westelijke naaktoogkaketoe (Cacatua sanguinea westralensis), is een vogel uit de orde der papegaaiachtigen en de familie der kaketoes. Hij is een ondersoort van de Naaktoogkaketoe (Cacatua sanguinea).

## Uiterlijk
Deze ondersoort heeft hetzelfde uiterlijk als de nominaatvorm maar met verschil dat de onderzijde van de vleugels en staart de kleur vaalgeel is. Verder heeft hij een zalmroze vlek tussen de ogen en snavel die feller is dan bij de nominaatvorm. De naakte oogrand en de kale plek onder de ogen is grijs-blauw gekleurd. Het verenkleed is verder in zijn geheel wit evenals de kleine kuif. De krachtige snavel is lichtgrijs van kleur, de poten zijn grijs. De vogels wordt tussen de 36 tot 39 cm groot.

## Leefgebied
Deze kaketoesoort komt voor rondom Murchison in het westelijke deel van Australië. De vogel is te vinden in graslandschappen, bossen en gecultiveerd gebied.

## Voedsel
Het meeste van zijn voedsel zoekt de vogel op de grond. Het overwegend vegetarische menu bestaat uit zaden, bessen, vruchten, wortels, noten aangevuld met insecten en larven. Op zoek naar voedsel graven de vogels gaten van enkele centimeters diep. Ook eet hij zaden van boerderijgewassen zoals rijst en gierst.

## Voortplanting
Het vrouwtje legt meestal tussen de 2 tot 4 eieren in een boomholte. De eieren worden door zowel het mannetje als vrouwtje uitgebroed. Na ongeveer 25 dagen komen de eieren uit. De jongen vliegen vervolgens na 8 weken uit.